# Votivkirche (Passau)

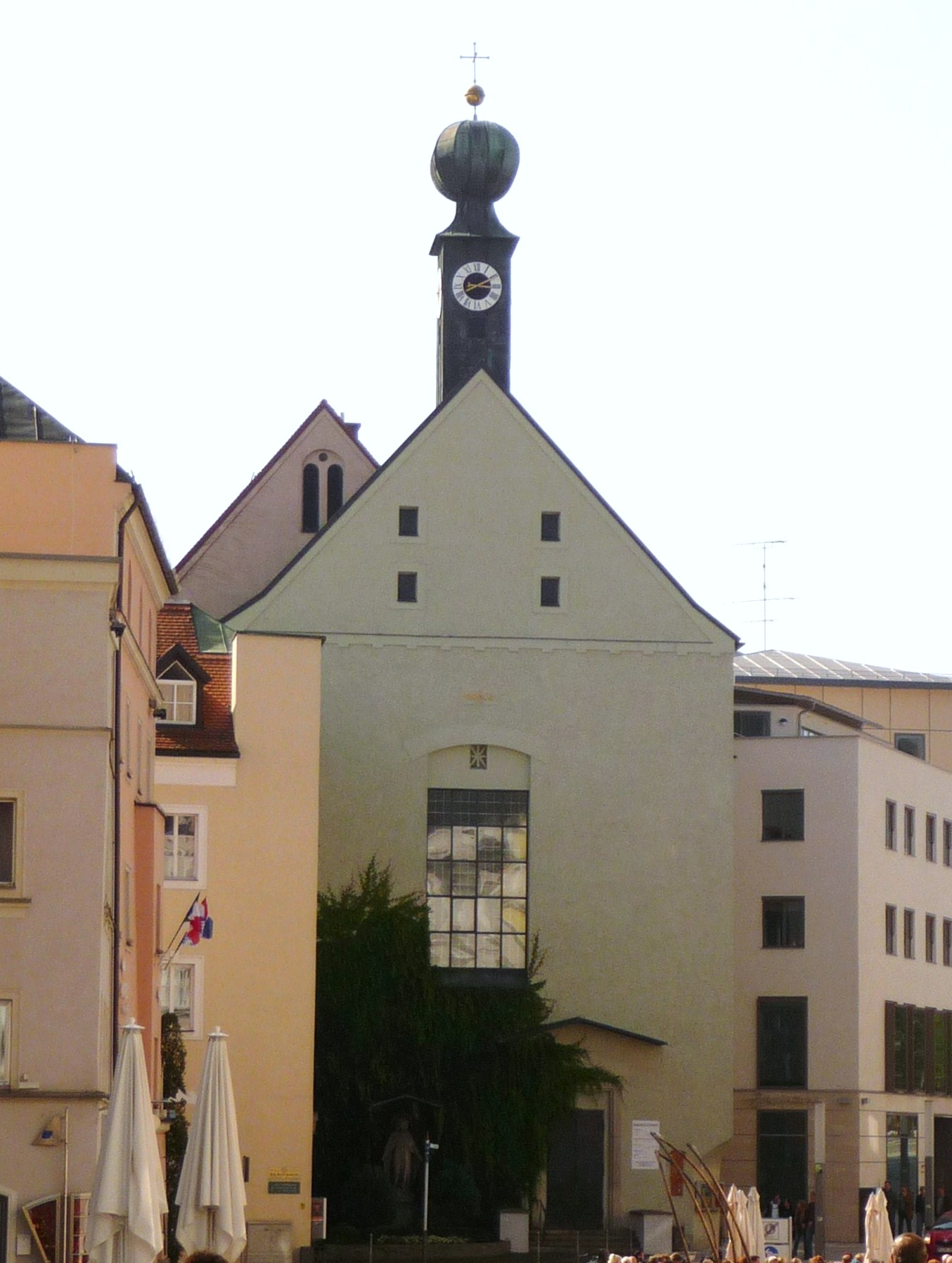
Die Votivkirche in Passau

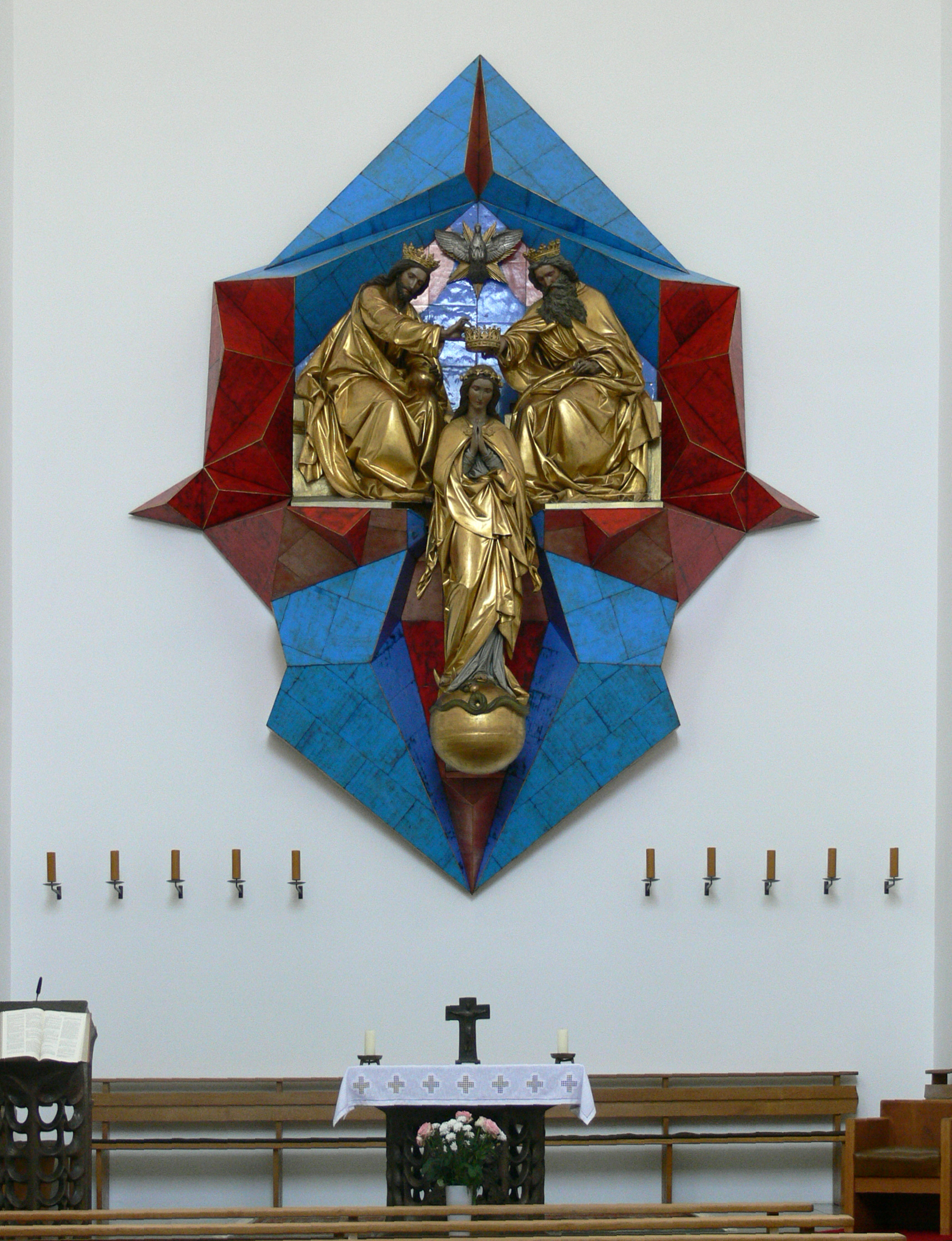
Inneres der Votivkirche mit der Marienkrönung von Joseph Knabl

Die Votivkirche Maria Unbefleckte Empfängnis ist ein katholisches Kirchengebäude in Passau.
Sie steht in der Heiliggeistgasse am Eingang zur Fußgängerzone beim ehemaligen Franziskanerkloster Passau. Ursprünglich befand sich hier die 1613 bis 1619 erbaute barocke Kirche des Franziskanerklosters. Sie wurde wie das Kloster beim Stadtbrand von 1680 zerstört, danach aber wiederaufgebaut. Nach der Säkularisation in Bayern kam sie in private Hände und wurde als Stadel benutzt.
Der ursprüngliche Hochaltar steht seit 1823 in der Pfarrkirche „Heiligste Dreifaltigkeit“ in Grainet.
Bischof Heinrich von Hofstätter ließ das Gebäude zurückkaufen, von 1857 bis 1864 restaurieren und im Sinne des 1854 verkündeten Dogmas Ineffabilis Deus programmatisch neugestalten. Am 20. August 1864 weihte er die Kirche neu als Votivkirche zu Ehren der  Unbefleckten Empfängnis Marias.
Eine Straßenverbreiterung war der Anlass, dass von 1963 bis 1965 das Langhaus verkürzt und die Kirche durch Hans Döllgast völlig umgestaltet wurde. Am 8. September 1965 konsekrierte Bischof Simon Konrad Landersdorfer den neuen Opferaltar. Seit 1978 betreuen Maristen aus ihrem an die Kirche angebauten Kloster die Kirche, weshalb sie auch als Maristenkirche bekannt ist. 1988 folgte eine weitere Umgestaltung durch Wolf Hirtreiter.
Die Votivkirche besitzt ein frühbarockes Kruzifix, einen barocken Schmerzensmann und eine Figurengruppe Marienkrönung von Joseph Knabl (1863). Diese Figurengruppe ist zugleich eine der wenigen erhaltenen Skulpturen aus der Zeit Bischof Hofstätters.
In der Kirche findet täglich eine Aussetzung des Allerheiligsten statt, und es ist täglich Beichtgelegenheit. Zudem finden in der Kirche die Gottesdienste der Katholischen Studentengemeinde Passau statt.